# 제12회 서울 국제 만화 애니메이션 페스티벌
제12회 서울 국제 만화 애니메이션 페스티벌은 2008년에 열린 시상식이다.

## 수상 및 후보

### 장편 - 그랑프리
- 도쿄 마블 초콜릿 - 시오타니 나오요시 수상

### 일반단편 - 그랑프리
- 까칠한 자매 - 루이스 쿡 수상

### 일반단편 - 우수상
- 무림일검의 사생활 - 장형윤 수상

### 일반단편 - 심사위원 특별상
- FG No. 5 - 알렉세이 알렉세예프 수상

### 일반단편 - 관객상
- 마담 투들리-푸들리 - 크리스 라비스 외1명 수상

### 학생단편 - 그랑프리
- 붉은 토끼 - 에그문트 마이어 수상

### 학생단편 - 우수상
- 밀크 티스 - 티보 바노키 수상

### 학생단편 - 심사위원 특별상
- 후손 - 하이코 판 데어 쉐름 수상

### TV & 커미션드 - 심사위원 특별상
- 안스트의 가을 - 제이콥 슈흐 외1명 수상
- 더 호러스 '그녀는 새로워' - 코린 하디 수상

### 인터넷 애니메이션 - 싸이월드 우수상
- 리온의 겨울 - 피에르-뤽 그란종 수상
- 클럭큰웰에서의 마지막 시간 - 알렉스 부도부스키 수상

### 인터넷 애니메이션 - 우수상
- 그들의 사정 - 안지현 수상

### 인터넷 애니메이션 - 심사위원 특별상
- 잘생겼지만 인기없는 식물 인간 - 김미영 수상